# Pont sur l'Isch (Wolfskirchen)
Le pont sur l'Isch est un monument historique situé à Wolfskirchen, dans le département français du Bas-Rhin.

## Localisation
Ce bâtiment est situé muehlberg ou Ischbergweg à Wolfskirchen.

## Historique
L'édifice fait l'objet d'un classement au titre des monuments historiques depuis 1986.